# Glyphodes obscura
Glyphodes obscura là một loài bướm đêm trong họ Crambidae.